# Taraba Football Club
Maillots
Taraba FC est un club nigérian basé de football à Ogbomosho.
En 2014, il évolue en première division du championnat nigérian.